# Малкольм I
Малкольм I (900 — 954) — король Шотландії у 943–954 роках.

## Життєпис
Походив з династії МакАльпінів. Син Дональда II, короля Альби та піктів. Про молоді роки мало відомо. Ймовірно брав участь в останніх військових походах короля Костянтина II. Після жорстокої поразки останнього у 937 році від англосаксів вплив Малкольма став зростати. Він здійснив декілька вдалих військових походів на прикордонні англосаксонські землі. Зрештою у 943 році прихильники Малкольма змусили короля Костянтина II зректися трону та стати ченцем.
Король Малкольм I поставив за мету відновити престиж Шотландії на півночі Британії. Військові дії з англосаксами завершилися угодою 945 року з Едмундом I Вессекським, за якою король Шотландії отримав державу Стратклайд в обмін на військовий союз. Утім Стратклайд Малкольм I не приєднав до своїх земель, а поставив там васального володаря Дональда III макЕогана (раніше його скинув Едмінд I).
Вслід за цим придушив повстання на півночі країни — у Мореї. Загалом він продовжував політику щодо приборкання гірських кланів.
Водночас дотримувався угоди з англосаксами. У 948—952 роках разом з Едредом, королем Англії, Малкольм I завдавав декілька поразок під час вторгнення данів та норманів до Нортумбрії.
Короля Малкольма I було вбито у 954 році, ймовірно під час чергового заколоту в Мореї.

## Родина
- Даб
- Кеннет